# Gajuwaka
Gajuwaka (teluga: గాజువాక) är en ort i Indien.   Den ligger i distriktet Vishākhapatnam och delstaten Andhra Pradesh, i den sydöstra delen av landet, 1 400 km söder om huvudstaden New Delhi. Gajuwaka ligger 17 meter över havet och antalet invånare är 258 944.
Terrängen runt Gajuwaka är platt åt sydväst, men åt nordost är den kuperad.  Närmaste större samhälle är Visakhapatnam, 2,7 km sydväst om Gajuwaka. Runt Gajuwaka är det i huvudsak tätbebyggt.